# Guillaume Le Clerc de Crannes
Pour les articles homonymes, voir Le Clerc.
Guillaume Le Clerc de Crannes (né le 6 octobre 1549 à Laval et mort en 1630) est un militaire français, capitaine de Laval de 1569 à 1597. Pendant les vingt-huit ans que le Clerc fut capitaine du château et de la ville de Laval, comme le dit Charles Maucourt de Bourjolly, quatre gouverneurs commandèrent dans la ville. 

## Origine
Il est baptisé à l'église Saint-Vénérand de Laval le 6 octobre 1549. Il était fils de Pierre le Clerc, seigneur de la Masure et de Catherine Gougeon, dame de Crannes. II épousa Anne Leliepvre. Ses armes étaient d'azur au chevron d'or, trois étoiles d'or en chef et un cœur de gueules en pointe.

## Biographie
Dès 1574, il sut conserver les bonnes grâces de la cour, sans toutefois froisser les convictions de ses concitoyens, partisans de la Ligue catholique (France).
Après la prise du Mans par Urbain de Laval Boisdauphin (11 février 1589), les principales villes, y compris celle de Laval, ne tardèrent pas à se mettre du parti de la Ligue catholique. Le gouverneur Louis III de Monteclerc suit alors comme la population de Laval, et comme son propre neveu, Urbain de Laval Boisdauphin, qui représente désormais cette cause comme gouverneur de l'Anjou et du Maine. Soucieux du maintien du bon ordre, il se concerte avec le chef de la milice urbaine, qui est Guillaume Le Clerc de Crannes, en avril 1589.
Revenu à la vie privée, le sieur de Crannes travailla secrètement puis ouvertement à essayer de rétablir les affaires du roi dans sa région. Par l'intermédiaire des Protestants : d'Andigné de Mayneuf et de Thomas Duchemin de la Vauzelle, il noua des relations avec le Maréchal d'Aumont, lieutenant du roi en Bretagne, qui cherchait à réduire le Maine.
À cette époque, les Lavallois se fiaient peu aux promesses du Maréchal ; Guillaume décida donc d'en finir par un coup hardi, Le 27 avril 1594 ; en l'absence d'Urbain de Laval Boisdauphin, il s'empara du château de Laval pendant que ses compagnons attaquaient sur plusieurs points, les postes ligueurs. Ceux-ci pris à l'improviste, n'offrirent que peu de résistance.
Le lendemain, le Maréchal d'Aumont et la Comtesse Anne d'Alègre furent reçus au faubourg Saint Martin par le capitaine que l'on gratifia de lettres de noblesse; il reçut la charge le capitaine de la 1re Compagnie de la garnison et d'une Compagnie d'arquebusiers à pied. Dans le même temps, on l'autorisa à lever 100 hommes de guerre à pied françois, des troupes qui servirent à fortifier les environs de Laval, le Mesnil-Barré et la Motte-Valory.
L'édit de Nantes mettant fin à sa carrière militaire, il ne s'occupa plus que de gérer sa fortune et d'élever ses enfants. Guillaume Le Clerc mourut en 1630, on l'inhuma dans l'église des Cordeliers de Laval.